# Malå
För andra betydelser, se Malå (olika betydelser).
Malå (umesamiska Máláge, sydsamiska Maalege) är en tätort och  centralort i Malå kommun. Orten ligger vid sjön Malåträsket, vid vilket namn även samhället tidigare kallades. Malå ligger längs länsväg 370 cirka 70 kilometer norr om Lycksele.

## Historik
Det svenska namnet Malå kommer från det samiska Máláge. Härledningen är oklar, men ordet kan ha sitt ursprung i málle som betyder blod eller sav. En senare tolkning är att Máláge återgår på det svenska namnet, som syftade på ån (Måll ån 1553). Man har antagit att åns namn kommer av det svenska dialektordet mal 'sand, grus eller småsten'.
Malå är kyrkby i Malå socken och ingick efter kommunreformen 1862 i Malå landskommun. I denna inrättades för orten 30 maj 1941 Malåträsks municipalsamhälle vilket upplöstes 31 december 1952. Orten ingick mellan 1971 och 1974 och sedan 1983 i Malå kommun, där orten är centralort. Mellan 1974 och 1983 ingick orten i Norsjö kommun.

## Ekonomi

### Näringsliv
Näringslivet präglas av företag inom gruvdrift, träindustri, entreprenadverksamhet, anläggningsteknik och tillverkningsindustri. I Malå har Sveriges geologiska undersökning sitt Mineralinformationskontor samt dokument- och borrkärnelager.

## Demografi

### Befolkningsutveckling
| Befolkningsutvecklingen i Malå 1960–2020        | Befolkningsutvecklingen i Malå 1960–2020 | Befolkningsutvecklingen i Malå 1960–2020 | Befolkningsutvecklingen i Malå 1960–2020 | Befolkningsutvecklingen i Malå 1960–2020 |
| ----------------------------------------------- | ---------------------------------------- | ---------------------------------------- | ---------------------------------------- | ---------------------------------------- |
|                                                 |                                          |                                          |                                          |                                          |
| År                                              |                                          |                                          | Folkmängd                                | Areal (ha)                               |
| 1960                                            | 1960                                     |                                          | 1 097                                    |                                          |
| 1965                                            | 1965                                     |                                          | 1 385                                    |                                          |
| 1970                                            | 1970                                     |                                          | 1 793                                    |                                          |
| 1975                                            | 1975                                     |                                          | 2 135                                    |                                          |
| 1980                                            | 1980                                     |                                          | 2 301                                    |                                          |
| 1990                                            | 1990                                     |                                          | 2 467                                    | 238                                      |
| 1995                                            | 1995                                     |                                          | 2 406                                    | 246                                      |
| 2000                                            | 2000                                     |                                          | 2 221                                    | 252                                      |
| 2005                                            | 2005                                     |                                          | 2 089                                    | 252                                      |
| 2010                                            | 2010                                     |                                          | 2 050                                    | 261                                      |
| 2015                                            | 2015                                     |                                          | 2 043                                    | 252                                      |
| 2020                                            | 2020                                     |                                          | 1 995                                    | 265                                      |
| Anm.: Namnändring 1970 från Malåträsk till Malå |                                          |                                          |                                          |                                          |

## Kultur
I Malå finns Malå kyrka, badhus, ishall, bibliotek, biograf och teaterscen, gym, sporthall, och skidbacken Tjamstanbackarna.
I Malå finns också dansstället Malåborg. Malåborg byggdes i omgångar från 1951 och framåt och storhetstiden sträckte sig en bit in på 1970-talet. Då Sven-Ingvars uppträdde 1962 slogs publikrekord med över 5000 betalande.

## Evenemang
Under ett par veckor i februari och mars varje år arrangeras Malå Vinterfestival.

## Idrott
I Malå finns idrottsföreningar för ishockey, fotboll, styrkelyft, skidor, innebandy, volleyboll och ridning. Malmfältsloppet är ett långlopp (43 km) på längdskidor som ordnas i februari varje år.

## Personer med anknytning till Malå
- Stor-Stina, eg. Kristina Katarina Larsdotter, känd för sin längd
- Åke Lundgren, författare.
- Peter Höglund, skådespelare